# Station Wittingen
Station Wittingen (Bahnhof Wittingen) is een spoorwegstation in de Duitse plaats Wittingen, in de deelstaat Nedersaksen. Het station ligt aan de spoorlijn Gifhorn - Wieren, die dagelijks gebruikt wordt door reizigerstreinen. Tevens takt hier ook een spoorlijn naar Celle af, die door de Osthannoversche Eisenbahnen wordt geëxploiteerd als goederenlijn. Soms rijden er ook museumtreinen.
In 1909 werd de spoorlijn naar Oebisfelde door de Kleinbahn Wittingen-Oebisfelde AG geopend. Tot 1945 reden vanaf het lokaalstation Wittingen West treinen naar Oebisfelde, tot 1974 naar Rühen. Deze spoorlijn is niet meer in gebruik en officieel stilgelegd. Rond 1990 waren er discussies om de spoorlijn als snelle oost-westgoederenverbinding (kortste verbinding Maagdenburg - Hamburg) te heropenen. Van 1909 tot 1945 bestond er een verbinding met de Altmärkische Kleinbahn van Wittingen-Süd naar Diesdorf respectievelijk Beetzendorf.

## Indeling
Het station beschikt over twee zijperrons, die niet zijn overkapt maar voorzien van abri's. Het tweede zijperron ligt tussen spoor 1 en spoor 2 en is via een overpad vanaf het eerste perron te bereiken. Het station is te bereiken vanaf de straat Bahnhofstraße. Hier bevinden zich ook een parkeerterrein, een fietsenstalling en een busstation.

## Verbindingen
De volgende treinserie doet het station Wittingen aan:
| Serie | Treinsoort           | Route                                           | Bijzonderheden             |
| ----- | -------------------- | ----------------------------------------------- | -------------------------- |
| RB 47 | Regionalbahn (Erixx) | Braunschweig Hbf – Gifhorn – Wittingen – Uelzen | Rijdt eenmaal per twee uur |